# Saya de Malha
La Saya de Malha ou Sahia de Malha (en portugais moderne : Saia de Malha), littéralement « jupe de tricot », est le plus grand haut-fond du monde; il forme une partie du vaste plateau marin des Mascareignes et abrite un herbier marin.

## Description
Le banc se trouve au nord-est de Madagascar, au sud-est des Seychelles, et au nord du banc de Nazareth. Les terres les plus proches sont les minuscules îles Agalega à quelque 300 km plus à l'ouest, suivi au sud de l'île de Coëtivy, quelque 400 km au nord-ouest.
Le banc couvre une superficie de 40 808 km2 et est composé de deux structures distinctes, la plus petite, le banc du Nord (également appelé Ritchie Bank) et l'immense South Bank. Le banc du Nord et le banc du Sud semblent avoir des origines différentes.
Le banc de Saya de Malha, fait l'objet d'une souveraineté conjointe entre les Seychelles et Maurice. En 2008, ces deux États ont convenu d'exercer conjointement leur souveraineté sur le plateau des Mascareignes qui comprend l'ensemble de Saya de Malha, et qui s'étend au-delà de leurs zones économiques exclusives (ZEE) respectives. Cette décision a été approuvée par la Commission des Limites du Plateau Continental (CLPC) en 2011 (entré en vigueur le 18 juin 2012). La juridiction conjointe couvre le fond marin et le sous-sol, mais n'inclut pas la colonne d'eau ni les organismes vivants situés au-dessus du plateau,.

## Richesse en biodiversité et menaces
En 2025, l'ONG journalistique The Outlaw Ocean Project a publié une enquête sur le banc qui alerte sur les ravages des activités humaines sur cette zone considérée comme ayant une biodiversité exceptionnelle et abritant des habitats de phanérogames marines essentiels pour les tortues et formant des zones de reproduction pour les requins, les baleines à bosse et les baleines bleues. Ce travail a été largement repris dans la presse internationale, et française,.